# Бирзею-де-Джилорт
Бирзею-де-Джилорт (рум. Bârzeiu de Gilort) — село у повіті Горж в Румунії. Входить до складу комуни Албень.
Село розташоване на відстані 207 км на захід від Бухареста, 25 км на схід від Тиргу-Жіу, 76 км на північ від Крайови.

## Населення
За даними перепису населення 2002 року у селі проживали 66 осіб, усі — румуни. Усі жителі села рідною мовою назвали румунську.